# The Algorithm (album)
The Algorithm è l'ottavo album in studio del gruppo musicale statunitense Filter, pubblicato nel 2023.

## Tracce
1. The Drowning – 3:50 (Richard Patrick)
2. Up Against the Wall – 4:55 (Patrick, Zack Munowitz)
3. For the Beaten – 3:38 (Patrick, Munowitz)
4. Obliteration – 3:37 (Patrick, Sam Tinnesz, Ian Scott, Mark Jackson)
5. Say It Again – 3:53 (Patrick, Munowitz)
6. Face Down – 3:39
7. Summer Child – 3:42 (Patrick, Brian Liesegang)
8. Threshing Floor – 4:05 (Patrick, Tinnesz, Seth Mosley)
9. Be Careful What You Wish For – 4:08
10. Burn Out the Sun – 3:54 (Patrick, Tinnesz)
11. Command Z – 4:18 (Patrick, Liesegang)

## Formazione
- Richard Patrick – voce, chitarra, basso, programmazione
- Jonny Radtke – chitarra
- Bobby Miller – basso
- Elias Mallin – batteria

Ospiti 
- Zach Munowitz – chitarra (tracce 2, 3, 5)